# Дамы (фильм)
«Дамы» — советский короткометражный комедийный фильм 1954 года, снятый на киностудии им. М. Горького режиссёрами Львом Кулиджановым и Генрихом Оганесяном по одноимённому рассказу писателя Антона Павловича Чехова.
Премьера состоялась в январе 1955 года.

## Сюжет
Пожилой учитель Временский теряет голос и ему предлагают занять должность письмоводителя. Однако на эту должность претендует молодой человек Ползухин, которого поддерживают влиятельные дамы — жены высокопоставленных чиновников. Под давлением директор вынужден принять Ползухина на должность, отказав старику. Дамы играют важную роль в решении данной ситуации, показывая свою власть и влияние.

## Роли исполняют
- Константин Барташевич — директор народных училищ
- Ольга Жизнева — его жена
- Николай Никитич — учитель
- Нина Шатерникова — жена учителя
- Аркадий Песелев — Ползухин

## Съёмочная группа
- Авторы сценария, режиссёры: Лев Кулиджанов, Генрих Оганесян
- Операторы: Михаил Бруевич, Александр Хвостов
- Художник: Людмила Безсмертнова
- Композитор: Александр Локшин
- Звукооператор: Александр Избуцкий

## Съёмки
Фильм снимался в павильонах киностудии им. М. Горького.